# Cognome
Il cognome è il nome che indica a quale famiglia appartiene una persona e, assieme al prenome (o "nome proprio di persona"), forma l'antroponimo.
In italiano è uso corretto scrivere il cognome sempre dopo il nome proprio di persona, con la sola eccezione dei casi in cui sia indispensabile o logica l'anteposizione per evidenti motivi di praticità nella ricerca, come negli elenchi alfabetici, dove tuttavia il cognome dovrebbe essere separato dal nome da una virgola (ad esempio: Rossi, Mario). È diffusa a livello popolare anche l'errata usanza opposta, deprecata dalla grammatica, dove il cognome anticipa il nome.

## Storia
Le più antiche testimonianze sull'uso di nomi di famiglia o cognomi sarebbero rintracciabili nella Cina antica: l'uso dei cognomi cominciò all'epoca dell'imperatore Fu Hsi, intorno al 2852 a.C., consentendone la trasmissibilità in via testamentaria per parte materna. La sua amministrazione standardizzò il sistema di nomi al fine di facilitare il censimento, e l'uso delle informazioni del censimento. Dalla documentazione scientifica risulta che i cognomi matrilineari esistevano in Cina prima della dinastia Shang (1600-1046 a.C.) e che "dal tempo della dinastia Shang (i cognomi cinesi) erano divenuti patrilineari".
In Giappone e in Tibet l'uso dei cognomi fino al XIX secolo non era frequente, tranne che tra i membri dell'aristocrazia. Una dimostrazione, ancora più evidente, che i cognomi non sono universalmente in uso si registra (oltre che fra i più anziani tibetani) in particolare negli abitanti dell'isola di Giava: spesso non li usano. Basta ricordare personaggi politici indonesiani come i capi di governo Sukarno, Suharto, Wilopo e molti membri delle famiglie reali dei Sultanati. Tale condizione dipende dall'appartenenza ad alcune etnie indonesiane: non hanno cognome i giavanesi e i sundanesi, mentre sembra che altre etnie come quella bataknese, minangnese, manadonese, ambonese, ecc. e alcuni cinesi indonesiani pongono il cognome come firma, usando la denominazione del proprio clan. Il nome però può essere molto lungo, composto da 3 a 5 parole (il caso dello scrittore Pramoedya Ananta Toer, la cantante Anggun Cipta Sasmi, il primo ministro donna Diah Permata Megawati Setiawati Sukarnoputri).
Nell'antica Grecia, durante alcuni periodi, l'identificazione formale normalmente includeva il luogo d'origine. In altri periodi anche i nomi dei clan e i patronimici ("figlio di") erano comuni. Ad esempio, Alessandro Magno era conosciuto come Eraclide (come discendente presunto di Eracle) e dal nome dinastico Karanos/Caranus, che si riferiva al fondatore della dinastia alla quale apparteneva. In nessuno di questi casi, però, erano questi nomi considerati parti essenziali del nome della persona, né erano esplicitamente ereditati nel modo che è comune in molte culture oggi.
Se nei tempi arcaici veniva usato un solo nome, nella Roma antica e già negli ultimi secoli della Repubblica romana le persone libere adottavano tre nomi (tria nomina):
- praenomen (che distingueva l'individuo ed era paragonabile al nome proprio di persona contemporaneo),
- nomen (che denotava la gens di appartenenza, paragonabile all'odierno cognome)
- cognomen (che era un soprannome dato all'individuo o ai membri del ramo di una famiglia).

Verso il V secolo la distinzione fra nomen e cognomen si fece sempre più sfumata e divenne comune l'uso di un nome unico (detto supernomen o signum), con le caratteristiche di non essere ereditato e di avere un significato immediatamente comprensibile (ad esempio il nome imperiale Augustus che significa "consacrato dagli auguri" o "favorito da buoni auspici").
Dopo la caduta dell'Impero romano, ogni persona veniva identificata dal solo nome personale, di cui venivano usati vezzeggiativi in ambito familiare. Tali nomi si riferivano, anche, alle caratteristiche della persona, alla provenienza o alla paternità.
L'avvento della religione cristiana e le ripetute invasioni barbariche facilitarono la diffusione di nuovi nomi che si aggiunsero a quelli già in uso.
A seguito della grande crescita demografica avvenuta in Europa tra il X secolo e l'XI secolo, divenne sempre più complicato distinguere un individuo da un altro usando il solo nome personale. Tra le principali difficoltà nell'individuare correttamente una persona e registrarla dev'essere considerata la condizione, tipica dell'epoca medievale, di chi fuggiva dallo status di servo rurale per vivere in città: ci si registrava nelle corporazioni municipali fornendo il nome e la provenienza (Montanaro, Dal Bosco, ecc.) oppure un nomignolo originato da un pregio o difetto fisico (Gobbo, Rosso, Mancino, ecc.), oppure un mestiere (Sella, Ferraro, Marangon, ecc.) oppure l'indicazione del padre e della madre (es. Petrus Leonis equivaleva a Pietro figlio di Leone, che in seguito divenne Pierleone o Pier di Leone) e, dopo un anno solare, il feudatario perdeva il diritto di riportare il fuggitivo nel feudo di provenienza.
Si rese così nuovamente necessario identificare tutti gli individui appartenenti alla medesima discendenza con un altro nome. Si diffuse in tal modo in Europa, proprio verso il XII secolo, il cognome moderno, che poteva essere originato da una caratteristica delle persone, come, ad esempio, la loro occupazione, il luogo d'origine, lo stato sociale o semplicemente il nome dei genitori: "Rossi" (il cognome più diffuso in Italia) potrebbe far riferimento al colorito della carnagione o dei capelli di qualche antenato; "Fiorentini", probabilmente, la provenienza originaria di Firenze, "Di Francesco" potrebbe indicare "figlio di Francesco". Esistono cognomi composti da più parole; il cognome Pietrantonio, ad esempio, deriva da Pietro e Antonio, quindi potrebbe essere composto in origine dai due patronimici del padre e del nonno (=figlio di Pietro, a sua volta figlio di Antonio).
In Italia, l'uso dei cognomi è, inizialmente, una prerogativa delle famiglie feudali. Tuttavia, tra il XIII secolo e il XIV secolo, l'uso si estende agli strati sociali più modesti.
Il Concilio di Trento del 1564 sancisce l'obbligo per i parroci di gestire un registro dei battesimi con nome e cognome, al fine di evitare matrimoni tra consanguinei. e anche per garantire nei matrimoni che gli sposi siano cattolici.

## I cognomi nel mondo
I cognomi non sono universalmente in uso. In particolare, i tibetani e gli abitanti dell'isola di Giava spesso non ne utilizzano; fra le persone note che non avevano un cognome vi furono Suharto e Sukarno. Inoltre, molte famiglie reali non utilizzano cognomi.
Analogamente, in parte dell'Africa (Eritrea ed Etiopia) i cognomi non esistono. Seguendo le peculiari regole dell'onomastica abissina, il nome di ogni persona è costituito da quello proprio seguito da quello del padre (sostituito, in alcuni casi, da quello della madre).
Nei cognomi arabi la persona veniva identificata dal solo nome personale, di cui venivano usati vezzeggiativi in ambito familiare con aggiunte di nomi che si riferivano anche alle caratteristiche della persona, alla provenienza o alla paternità.

L'Islanda è l'unico paese dell'Europa occidentale dove in luogo del cognome è in uso il patronimico. In Islanda ogni persona assume come cognome il nome del padre seguito dal suffisso -son se maschio, -dottir se femmina. Quindi solo i fratelli maschi o le sorelle femmine avranno cognome uguale fra loro, mentre nella stessa linea di fratelli e sorelle ci saranno due cognomi. Gli elenchi alfabetici sono compilati in ordine del nome di battesimo.
Anche in Russia viene utilizzato, prima del cognome, il patronimico, una sorta di secondo nome, derivato dal nome del padre. Per fare un esempio con un nome noto, Sergej Vasil'evič Rachmaninov è composto dal nome proprio, dal patronimico (letteralmente "figlio di Vasilij") e infine dal cognome. Il patronimico, come tutte le parole russe, è naturalmente declinato in genere e caso.
La maggior parte dei cognomi irlandesi si sono formati con la particella gaelica irlandese Ó, che indica la discendenza da un comune avo capo di un clan in Irlanda. L'Ó gaelico irlandese, in gran parte anglicizzato in O', è stato in seguito in una buona parte dismesso. Esempi di cognomi dell'Irlanda nati dagli antichi clan irlandesi sono: Ó Brian, O'Brien, Brian, Brien; Ó Crotaigh, O'Crotty, Crotty, Crotti; Ó Callachain, O'Callaghan, Callachan, Callaghan; Ó Conchúir, O'Connor, Connor, Connors, ecc.
In generale, nel mondo è comune per le donne cambiare il proprio cognome con quello del marito dopo il matrimonio e trasmettere ai figli il cognome del padre. In Spagna e nei paesi ispano-americani i figli assumono sia il primo cognome del padre sia il primo della madre, eccetto che in Argentina, dove i figli assumono solo il cognome paterno. In altri paesi, come negli Stati Uniti d'America, una coppia può decidere di chiamare il figlio con il cognome della madre, o comunque di aggiungerlo e anteporlo al cognome paterno: ad esempio, in una coppia in cui il cognome di lui è Williams e quello di lei Hayes, una figlia può essere chiamata Julia Hayes Williams, dove Julia Hayes è il nome e Williams il cognome.
Alcune nazioni non permettono che la moglie mantenga un cognome diverso da quello del marito. Altre nazioni permettono di mantenere il cognome da nubile, ma il cambio è in qualche modo suggerito o incentivato. Altre nazioni ancora permettono l'opposto, cioè che l'uomo prenda il cognome della moglie, per esempio in Giappone e Germania, dove entrambi i coniugi possono cambiare cognome. Alcune persone scelgono di mantenere ambedue i cognomi, spesso uniti con un trattino.
In Ungheria le donne sposate hanno diverse possibilità di scelta; una di queste addirittura permette di sostituire il proprio nome e cognome con il cognome e il nome del marito seguiti dal suffisso -né; ad esempio, la moglie di un uomo di nome János Szabó (o Szabó János, nell'ordine ungherese che pone prima il cognome) è chiamata Szabó Jánosné. In Lituania esistono regole simili sia per i figli sia per la moglie: un uomo il cui cognome è Danilevičius passerà ai figli maschi il cognome Danilevičius e alle figlie il cognome Danilevičiutė; la moglie invece dopo il matrimonio assumerà il cognome Danilevičienė.
In genere nei paesi slavi la moglie assume il cognome del marito. Siccome i cognomi si dividono tra cognomi invariabili per genere e cognomi che sono declinati come aggettivi, segue che, sebbene la moglie assuma il cognome del marito, il cognome può essere leggermente diverso. Un esempio di questi cognomi è Kowalski (al maschile, padre e figli) che diventa Kowalska (al femminile, per moglie e figlie). In polacco è possibile assegnare diverse terminazioni per distinguere, con il solo cognome, se ci si riferisce alla moglie o alla figlia di chi porta un cognome, ma questo uso si sta perdendo. Mediante il suffisso -ówna aggiunto al cognome paterno ci si riferisce a una figlia, mentre col suffisso -owa si indica la moglie: Nowakowna (declinazione nominale) è la figlia del signor Nowak, Nowakowa (declinazione aggettivale) ne è la moglie. In realtà anche in Polonia si sta andando verso una sola forma di cognome che non varia, almeno per genere.
Un esempio di cognome che è invariabile per genere anche tradizionalmente è Wajda (del regista polacco Andrzej Wajda).
Tuttavia, in Polonia è comune, ma non obbligatorio, il cambio del cognome della moglie. Anzi, al momento del matrimonio sono i coniugi a decidere tutti i cognomi: del marito, della moglie e dei futuri figli, scegliendo tra i propri cognomi, senza troppe difficoltà burocratiche. Tutti potranno avere il cognome del marito, entrambi i cognomi nell'ordine preferito o decidere in modo diverso. In realtà il cambio di cognome per il marito è rarissimo.
In Repubblica Ceca e in Slovacchia i cognomi per le donne hanno nella maggioranza dei casi il suffisso -ová e questo suffisso viene apposto anche ai cognomi stranieri. Ad esempio Margaret Thatcher in slovacco diventa Margaret Thatcherová.

## Legislazioni nazionali

### Italia
In Italia, il cognome viene assegnato al momento della dichiarazione di nascita per l'iscrizione del nuovo nato nel registro comunale dello stato civile.
Se il neonato è figlio di una donna sposata, prenderà il cognome del marito; qualora la donna non sia sposata, se il figlio sia stato riconosciuto da entrambi i genitori al momento della nascita, prenderà il cognome del padre. Se la filiazione nei confronti del padre è stata accertata o riconosciuta in tempi successivi al riconoscimento da parte della madre, il figlio può assumere il cognome del padre sostituendolo a quello della madre, o posponendolo al medesimo. In tutti gli altri casi, col consenso del padre, il cognome materno può essere posposto.
La Corte costituzionale ha chiarito che la norma relativa all'assunzione del cognome paterno da parte del figlio legittimo è desumibile dal sistema, in quanto presupposta da numerose disposizioni di fattispecie diverse.. Nel novembre 2016 la Corte ha tuttavia dichiarato l'illegittimità costituzionale della norma laddove «prevede l'automatica attribuzione del cognome paterno al figlio legittimo, in presenza di una diversa volontà dei genitori». Con la successiva circolare del 14 giugno 2017, n. 7, il Ministero dell'interno ha chiarito che la sentenza della Corte Costituzionale nº286 del 2016 consente ai genitori di trasmettere anche il cognome materno solo posponendolo a quello paterno.

#### Il cognome delle donne sposate
L'attuale formulazione dell'art. 143-bis del codice civile, così come modificato dall'art. 25, legge 19 maggio 1975 n. 151 (riforma del diritto di famiglia), prevede che «la moglie aggiunge al proprio cognome quello del marito e lo conserva durante lo stato vedovile, fino a che passi a nuove nozze».
Tutte le questioni di illegittimità sollevate alla Corte Costituzionale in merito a tale articolo, sono state sempre respinte (Corte Costituz. sentenza 6-16 febbraio 2006 n. 61 e Corte Costituz. sentenza 14-15 aprile 2010 n.138).

#### Il cambiamento del cognome
Il cambio del cognome è possibile ai sensi del D.P.R. 3 novembre 2000, n. 396, emanato ai sensi dell'art. 2, comma 12 della legge 15 maggio 1997, n. 127, come modificato dal DPR 24 febbraio 2012, n. 40. I casi in cui è possibile il cambio sono elencati dal decreto del 2000, nei seguenti casi:
a) il cambiamento del nome o del cognome anche perché ridicolo o vergognoso o perché rivela origine naturale;
b) l'aggiunta di altro nome al proprio;
c) l'aggiunta di altro cognome al proprio.
I provvedimenti di cambiamento o modifica del nome o del cognome rivestono carattere eccezionale e possono essere ammessi solo ed esclusivamente in presenza di situazioni oggettivamente rilevanti, supportate da adeguata e pregnante documentazione e da solide e significative motivazioni.
La procedura per il cambiamento del proprio cognome o del proprio nome è regolata dagli articoli 89 e seguenti del D.P.R. n. 396/2000. È necessaria una richiesta al prefetto della provincia del luogo di residenza o di quello nella cui circoscrizione è situato l'ufficio dello stato civile dove si trova l'atto di nascita al quale la richiesta si riferisce. La richiesta di cambiare il nome o il cognome va rivolta al prefetto. In tutti i casi di cambiamento di nomi e cognomi perché ridicoli o vergognosi o perché rivelanti origine naturale, le domande e i provvedimenti conseguenti, le copie relative, gli scritti e i documenti eventualmente prodotti dall'interessato sono esenti da ogni tassa. Il prefetto effettua l'istruttoria e, in presenza dei requisiti previsti, emana il decreto con il quale si autorizza l'affissione del sunto dell'istanza medesima nell'albo pretorio del comune di nascita e del comune di attuale residenza. Il decreto di autorizzazione della pubblicazione può stabilire che il richiedente notifichi a determinate persone il sunto della domanda. Chiunque ne abbia interesse può fare opposizione alla domanda entro il termine di trenta giorni dalla data dell'ultima affissione ovvero dalla data dell'ultima notificazione alle persone interessate. L'opposizione si propone con atto notificato al prefetto. Dopo questo periodo il prefetto provvede sulla domanda con decreto.
I decreti che autorizzano il cambiamento o la modificazione del nome o del cognome devono essere annotati, su richiesta degli interessati, nell'atto di nascita del richiedente, nell'atto di matrimonio del medesimo e negli atti di nascita di coloro che ne hanno derivato il cognome. L'ufficiale dello stato civile del luogo di residenza, se la nascita o il matrimonio è avvenuto in altro comune, deve dare prontamente avviso del cambiamento o della modifica all'ufficiale dello stato civile del luogo della nascita o del matrimonio, che deve provvedere ad analoga annotazione. Gli effetti dei decreti rimangono sospesi fino all'adempimento delle formalità sopra indicate. Per i membri di una stessa famiglia si può provvedere con unico decreto.
L'istruttoria, di competenza della prefettura, comprende:
- l'acquisizione delle certificazioni e degli atti a corredo dell'istanza (estratto per copia integrale dell'atto di nascita, residenza, stato di famiglia, ecc.);
- l'acquisizione delle informazioni per il tramite delle Forze di Polizia locali ed eventualmente da altre fonti ritenute utili, relative alla rispondenza al vero delle dichiarazioni del richiedente, all'eventuale esistenza di carichi pendenti o di motivi ostativi all'adozione del decreto di autorizzazione, ivi compreso il possibile nocumento che potrebbe derivare a terzi, e quant'altro ritenuto necessario (ad es. audizione del richiedente e di altre persone interessate) per valutare se vi siano i presupposti per l'adozione di un motivato provvedimento.

#### Il doppio cognome dei figli
Il doppio cognome è un tipo di cognome composto, che è formato dal cognome di un genitore seguito dal cognome dell'altro.
Il doppio cognome è entrato inizialmente nell'ordinamento giuridico italiano, con sentenza della Corte Costituzionale dell'8 novembre 2016, pubblicata il 21 dicembre 2016, n. 286. 

Successivamente, dal 1° giugno 2022, in Italia, è possibile attribuire ai propri figli il doppio cognome in maniera libera, segnando una svolta storica in tema di parità di genere. La normativa deriva dalla nota sentenza della Corte Costituzionale n. 131 del 2022.
L’appena citata sentenza ha dichiarato l’illegittimità costituzionale dell’attribuzione automatica del solo cognome paterno ai figli, stabilendo che, in assenza di accordo tra i genitori, il figlio debba assumere i cognomi di entrambi. Tale pronuncia ha così eliminato l’automatismo del cognome paterno, permettendo ai genitori di scegliere se dare al figlio solo uno dei due cognomi, sia esso quello materno o quello paterno, o entrambi.L’ordine dei cognomi è solitamente deciso consensualmente dai genitori. Può però succedere che sorgano contrasti tra gli stessi. In tal caso, sempre la Corte Costituzionale nella citata sentenza n. 131 del 2022, ha altresì chiarito che in caso di disaccordo sull’ordine, é necessario il ricorso al giudice per risolvere la questione.

### Portogallo
In Portogallo i figli assumono, nell'ordine, l'ultimo cognome della madre e l'ultimo cognome del padre, di modo che non scompaia il cognome paterno, anche se questo in qualche momento è preceduto dal cognome materno oppure succeduto dal cognome del marito.
Per esempio:
Il figlio di Mario Ferrari Rossi e Maria Garibaldi Bianchi si chiamerà Giovanni Bianchi Rossi. Giovanni Bianchi Rossi, quando si sposerà, trasmetterà a sua moglie il cognome Rossi, in quanto quest'ultimo è il cognome di suo padre. Quindi, sua moglie, Giovanna Lambertucci Paolini, col matrimonio perde il cognome della propria madre, conserva quello del padre, aggiungendone quello del marito, diventando da Giovanna Lambertucci Paolini, Giovanna Paolini Rossi.
Per definizione, si può dire che il cognome paterno va mantenuto comunque, sia per l'uomo che lo trasmette alla moglie e ai figli, sia per la donna, che conserva sempre quello paterno, aggiungendone quello del marito.
Un cittadino maschio e una donna non sposata dovrebbero avere sempre, in quest'ordine:
prenome + cognome paterno della madre + cognome paterno del padre
Una donna sposata dovrebbe avere sempre, in quest'ordine:
prenome + cognome paterno del padre + cognome paterno del marito
L'uomo non subisce mai variazioni nel proprio cognome.

### Brasile
In Brasile una volta la legge era simile a quella portoghese, ma adesso l'art. 1565 comma 1 del Codice civile brasiliano stabilisce che:
Ciascuno dei coniugi, se lo desidera, può aggiungere il cognome dell'altro al proprio.
Dato che tuttavia non è possibile in Brasile avere più di due cognomi, in caso di aggiunta di un ulteriore cognome, può essere necessario rimuoverne uno precedente. La legge non prevede alcun ordine per i due cognomi, per cui possono anche essere invertiti.

## Dati statistici

### Italia
In Italia esistono 350 000 cognomi e circa 7 000 nomi propri. Il Comune di Chioggia rappresenta un caso demografico unico in Italia: l'elevatissimo tasso di omonimia tra i due cognomi principali, Boscolo e Tiozzo (più di diecimila residenti portano questi cognomi), ha indotto l'ufficializzazione nel registro dell'anagrafe dei soprannomi, tipici di tutto il Veneto e utilizzati popolarmente per distinguere i vari rami di una stessa famiglia. In ogni documento ufficiale, patente di guida e carta d'identità compresi, questi soprannomi vengono dunque inseriti a tutti gli effetti di legge, accompagnando la vita giuridica dell'interessato.
Per fare alcuni esempi, dei Boscolo si distinguono, tra gli altri, i Forcola, i Bachetto, gli Anzoletti, i Gioachina, i Cegion, i Bariga; dei Tiozzo i Caenazzo, i Fasiolo, i Napoli, i Campanaro, i Brasiola, i Pagio.
La Campania è la regione d'Italia con il maggior numero dei cognomi "chilometrici", dei cognomi di santi e dei cognomi di località del mondo.
Esempi dei cognomi chilometrici più diffusi sono: Abbracciavento, Ammazzalamorte, Boccadifuoco, Buoncristiani, Castrogiovanni, Chiacchiaretta, Ciucciovino, Giuratrabocchetti, Guastadisegni, Incantalupo, Ingannamorte, Moccicafreddo, Passacantando, Paternoster, Quondamangelomaria, Saltalamacchia, Scornavacche, Senzaquattrini, Sprecacenere, Stampachiacchiere, Tontodimamma, Tremamondo.
Esempi di cognomi più diffusi di santi sono: Sanciro, Sanfelice, Sangiuseppe, Sannazzaro, Sansebastiano, Santimoteo, Santabarbara, Santacecilia, Santalaura, Santamaria, Santaniello, Santapaola, Santarosalia, Santaveronica, Santangelo, Santelia, Santugo.
Esempi di cognomi più diffusi di località del mondo sono: Albanese, Avellino, Benevento, Bergamo, Bologna, Bresciano, Calabrese, Campano, Caserta, Catania, Cileno, Colombiano, Comasco, Cosentino, Cosenza, Danese, Egiziano, Emiliano, Ferrara, Firenze, Foggiano, Francese (con la variante Franzese), Genova, Genovese, Greco (con la variante Grieco), Inglese, Lombardi, Lombardo, Malta, Maltese, Mantovani, Mantovano, Marocco, Messina, Milanesi, Napoli, Napolitano, Palermo, Padovani, Padovano, Pescarese, Polonia, Portoghese, Pugliese, Ragusa, Romano, Russo, Salerno (con la variante Salierno), Sardo, Siciliano, Sorrentino, Spagnolo (con la variante Spagnuolo), Tarantino, Toscano, Trapanese, Trapani, Trieste, Veneto, Veneziano.
Nella tabella che segue sono elencati i primi dieci cognomi italiani con più alto rango di occorrenze a livello nazionale, elaborati da dati inerenti agli utenti telefonici privati portatori del cognome; nella colonna di sinistra i dati elaborati da un rilevamento del 30 settembre 1979 a cura di Emidio De Felice, nelle altre due colonne le informazioni aggiornate agli anni '90 fornite dai siti web Gens.info e MappaDeiCognomi.it.
|    | De Felice | Gens     | Mappa Dei Cognomi |
| -- | --------- | -------- | ----------------- |
| 1  | Rossi     | Rossi    | Rossi             |
| 2  | Ferrari   | Russo    | Russo             |
| 3  | Russo     | Ferrari  | Ferrari           |
| 4  | Bianchi   | Esposito | Esposito          |
| 5  | Colombo   | Bianchi  | Bianchi           |
| 6  | Esposito  | Romano   | Romano            |
| 7  | Ricci     | Colombo  | Colombo           |
| 8  | Romano    | Ricci    | Bruno             |
| 9  | Conti     | Marino   | Ricci             |
| 10 | Costa     | Greco    | Marino            |